# Claude Lucas
Claude Lucas, né le 30 octobre 1943 à La Baule, est un écrivain français.

## Biographie
Claude Lucas a grandi à Saint-Malo. 
Menant une vie de voyou, il connait de nombreuses expériences carcérales, notamment en Espagne, qu'il évoque en 1995 dans son roman Suerte (Prix France Culture l'année suivante). 
Le journal Libération du 7 décembre 1996 dit de lui : "Lucas, qui comparaît depuis jeudi devant les assises de l'Ain, confirme la véracité du roman sur ce point. Et, maladroitement, s'excuse. Comme beaucoup de voyous, Lucas le braqueur n'avait que mépris pour la «petite» vie des «caves» qui, comme les Mignon, travaillent bêtement pour gagner leur vie."
En 2000, France Culture lui  consacre une émission de deux heures et demi pendant laquelle interviennent Claude Lucas, son épouse et plusieurs membres de son comité de soutien pendant son procès : des gens de Saint-Malo et des intellectuels dont Jean Malaurie, son éditeur.
Il est également l'auteur de fictions radiophoniques régulièrement diffusées par France Culture et  pour lesquelles il a reçu en 2012 le prix Radio SACD. 
Il vit sur l'île d'Ouessant en Bretagne.

## Œuvre
- 1993 :  L'Hypothèse de M. Baltimore, théâtre, Aléas Éditeur
- 1995 : Suerte, roman, éditions Plon – Prix France Culture 1996
- 1998 : Chemin des fleurs suivi de Désert, nouvelles, éditions Flammarion - Prix de la Ville de Caen 1999
- 2008 : Amor mío, correspondance, éditions Jacqueline Chambon/Actes Sud
- 2010 : Ti kreiz, roman, P.O.L
- 2015 : Une-certaine-absence@gmel.ie, roman, P.O.L
- 2017 : À gauche de l'horloge, théâtre, P.O.L
- 2025 : Désolation, roman, Independently Published